# リンゴリボン
「リンゴリボン」は、中川かのん&水蓮寺ルカ starring 東山奈央&山崎はるかのシングル。2013年2月13日にGENEON UNIVERSALよりリリースされた。

## 解説
『ハヤテのごとく！』と、『神のみぞ知るセカイ』とのコラボレーション企画の一環としてリリースされたコラボレートシングル。共にトップアイドルという共通点を持つ、中川かのん（CV. 東山奈央）と水蓮寺ルカ（CV. 山崎はるか）が、今作のヴォーカリストに抜擢された。
「リンゴリボン」はパワフルで元気がいっぱいな恋の曲に仕上がっており、歌詞には中川かのんと水蓮寺ルカを象徴する「リンゴ」と「リボン」がそれぞれ使われており、2人による掛け合いも取り入れられている。曲中には東山と山崎によるキスを連想させるフレーズが挿入されているが、レコーディング時は2人では行わず、東山と山崎が単独で「チュッ」を5回連続で言った後、最もよかったものを入れたという。

## 収録曲
1. リンゴリボン - 4:09
  - 作詞：zopp／作曲：山田智和／編曲：前口渉
2. ヘルプルミミ - 4:44
  - 作詞：zopp／作曲：増谷賢／編曲：渡辺拓也
3. リンゴリボン（Instrumental）
4. ヘルプルミミ（Instrumental）

## 収録アルバム
- 奇跡のドア（#1）